# Zovik (ort)
Zovik är en ort i Nordmakedonien. Den ligger i kommunen Novaci, i den södra delen av landet, 100 kilometer söder om huvudstaden Skopje. Zovik ligger 679 meter över havet och antalet invånare är 145.